# Perły (stacja kolejowa)
Perły – zlikwidowana stacja kolejowa w Perłach, w gminie Węgorzewo, w powiecie węgorzewskim w województwie warmińsko-mazurskim, w Polsce. Położona przy linii kolejowej z Żeleznodorożnego do Węgorzewa otwartej w 1898 roku. W 1945 roku linia została zamknięta i rozebrana.